# Logania masana
Logania masana is een vlinder uit de familie van de Lycaenidae. De wetenschappelijke naam van de soort werd in 1915 gepubliceerd door Hans Fruhstorfer.